# 圣伊尼亚
圣伊尼亚（法語：Saint-Ignat，法語發音：[sɛ̃.t‿iɲa]）是法国多姆山省的一个市镇，位于该省北部略偏东，属于里永区。

## 地理
圣伊尼亚（45°55'23"N, 3°16'28"E）面积15.37 平方千米，位于法国奥弗涅-罗讷-阿尔卑斯大区多姆山省，该省份为法国中南部省份，北起阿列省接壤，东临卢瓦尔省，南至上盧瓦爾省和康塔爾省，西接科雷兹省和克勒兹省。
与圣伊尼亚接壤的市镇（或旧市镇、城区）包括：埃讷扎、昂特赖格、马兰格、莫尔日河畔马特尔、圣安德烈勒科克、圣洛尔、叙拉。

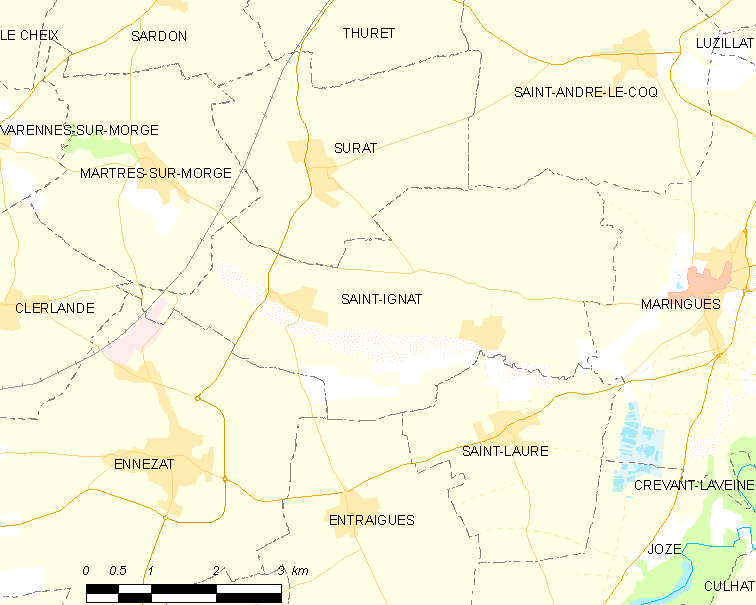
圣伊尼亚的OSM定位图

圣伊尼亚的时区为UTC+01:00、UTC+02:00（夏令时）。

## 行政
圣伊尼亚的邮政编码为63720，INSEE市镇编码为63362。

## 政治
圣伊尼亚所属的省级选区为艾格佩斯县。

## 人口

1962-2008年间圣伊尼亚人口变化图示

圣伊尼亚于2022年1月1日时的人口数量为917人。